# Girolamo Manieri
Girolamo Manieri (L'Aquila, 27 agosto 1757 – L'Aquila, 12 novembre 1844) è stato un vescovo cattolico italiano.

## Biografia
Nacque il 27 agosto 1757 all'Aquila dai nobili Giovanni Manieri e Candida Benedetti; era quindi fratello di Marianna, moglie del marchese Lelio Rivera e madre di Lucrezia Rivera, a sua volta moglie di Giovanni d'Andrea e madre, tra gli altri, del cardinale Girolamo d'Andrea.
Fin da giovane vicino alla religione, fu ordinato sacerdote nella sua città natale il 22 settembre 1781, diventando successivamente canonico della cattedrale aquilana di San Massimo. Nel 1817 fu suggerito dal re Ferdinando I delle Due Sicilie come vescovo dell'Aquila, venendo ufficialmente scelto il 20 marzo 1818 e nominato da papa Pio VII il 6 aprile successivo; la consacrazione avvenne il 19 aprile ad opera di Giulio Maria della Somaglia, cardinale vescovo di Frascati, con gli arcivescovi Candido Maria Frattini e Francesco Serra-Cassano come co-consacranti.
Subito dopo la sua nomina, la diocesi dell'Aquila accorpò anche i territori della diocesi di Cittaducale, soppressa il 27 giugno 1818 da papa Pio VII con la bolla De utiliori. Durante il suo episcopato si dedicò al restauro di diverse chiese e conventi nel territorio diocesano, tra cui la chiesa di Santa Maria del Soccorso all'Aquila, affidata ai passionisti. Nella città dell'Aquila chiamò anche i redentoristi, che si installarono nella chiesa di San Filippo precedentemente dei filippini, gli agostiniani nella chiesa di San Bernardo e i francescani convenutali nel monastero annesso alla basilica di Santa Maria di Collemaggio. Inoltre, a seguito della soppressione della commenda dell'abbazia di Farfa nel 1841 da parte di papa Gregorio XVI, riunì alla diocesi dell'Aquila i borghi di San Lorenzo di Beffi e San Pio di Fontecchio, nel quale era presente il monastero di Santa Maria a Graiano. Manieri rimase in carica fino alla morte, avvenuta nella città abruzzese il 12 novembre 1844.

## Stemma
Lo stemma è quello della famiglia Manieri:
- troncato di una fascia in divisa d'argento carica di tre stelle di rosso
- nel primo d'oro all'aquila di nero
- nel secondo d'azzurro a tre pali d'argento

## Genealogia episcopale
La genealogia episcopale è:
- Cardinale Scipione Rebiba
- Cardinale Giulio Antonio Santori
- Cardinale Girolamo Bernerio, O.P.
- Arcivescovo Galeazzo Sanvitale
- Cardinale Ludovico Ludovisi
- Cardinale Luigi Caetani
- Cardinale Ulderico Carpegna
- Cardinale Paluzzo Paluzzi Altieri degli Albertoni
- Papa Benedetto XIII
- Papa Benedetto XIV
- Papa Clemente XIII
- Cardinale Marcantonio Colonna
- Cardinale Giacinto Sigismondo Gerdil, B.
- Cardinale Giulio Maria della Somaglia
- Vescovo Girolamo Manieri